# Stocktjärnen (Leksands socken, Dalarna)
Stocktjärnen är en sjö i Leksands kommun i Dalarna och ingår i Dalälvens huvudavrinningsområde. Sjön har en area på 0,103 kvadratkilometer och ligger 307,4 meter över havet.

## Delavrinningsområde
Stocktjärnen ingår i det delavrinningsområde (672893-142484) som SMHI kallar för Utloppet av Stor-Flaten. Medelhöjden är 314 meter över havet och ytan är 41,75 kvadratkilometer. Räknas de 12 avrinningsområdena uppströms in blir den ackumulerade arean 117,52 kvadratkilometer. Noret som avvattnar avrinningsområdet har biflödesordning 3, vilket innebär att vattnet flödar genom totalt 3 vattendrag innan det når havet efter 318 kilometer. Avrinningsområdet består mestadels av skog (57 procent). Avrinningsområdet har 12,13 kvadratkilometer vattenytor vilket ger det en sjöprocent på 29 procent.